# Liste der Singles in den Race-Records-Charts 1947
Die Liste der Singles in den Race-Records-Charts 1947 enthält alle Songs von Singles, die im Kalenderjahr 1947 in der Kategorie Most Played Juke Box Race Records des Billboard gelistet wurden. Diese stellte den Vorläufer der 1949 eingeführten Billboard R&B Charts dar.

## Hintergrund
Seit den frühen 1940er Jahren war der Markt für sogenannte Race Records (also Platten afroamerikanischer Musiker für ein afroamerikanisches Publikum) so gewachsen, dass Billboard daran interessiert war, deren Umsatz zu messen. „Race Music“ war ein Begriff, der bereits seit den 1920er-Jahren von der Plattenindustrie verwendet wurde.
Zunächst als Harlem Hit Parade und über die Verkäufe von Schallplatten ermittelte Billboard seit 1942 Charts für derartige Race Records. Die wöchentlichen Verkäufe wurden zuerst in einer nicht näher definierten Auswahl der „beliebtesten Plattenläden“ im New Yorker Stadtteil Harlem (der stark afroamerikanisch geprägt war) in einer informellen Umfrage erhoben. 1944 waren Plattenläden in anderen Teilen der Vereinigten Staaten hinzugekommen.
Seit dem 17. Februar 1945 veröffentlichte Billboard statt dieser Verkaufscharts eine Chartermittlung der wöchentlich meistgespielten Titel in den Musikautomaten, der auf Berichten von solchen Jukebox-Betreibern in den Vereinigten Staaten beruhte, deren Standort Race Records erforderte; diese wurde unter dem Titel Most Played Juke Box Race Records veröffentlicht. Im Juni 1949 wurde der Begriff Race in den Chartlisten ersetzt durch Rhythm and Blues.
Im Jahr 1947 platzierten sich insgesamt 52 Songs.

## Liste
| Interpret                                                                 | Titel Autor(en) | Charteinstieg | Wochen | HP | Labelnummer             | Bemerkungen |
| ------------------------------------------------------------------------- | --- | ------------- | ------ | -- | ----------------------- | --- |
| Louis Jordan and His Tympany Five                                         | Ain’t That Just Like a Woman (They’ll Do It Every Time) Claude Demetrius, Fleecie Moore                              | 19.10.1946    | 18     | 1  | Decca 23669             | Louis Jordan Ain’t that just like a woman (1946) |
| Louis Jordan and His Tympany Five                                         | Ain’t Nobody Here, But Us Chickens Joan Whitney, Alex Kramer                                                         | 14.12.1946    | 27     | 2  | Decca 23741             | „Man kann die Trickster-Helden-Figur erleben, die in Louis Jordans Hit-Song „Ain't Nobody Here but Us Chickens“ verwendet wird, der den Text eines alten Worksongs übernimmt, der bei Sklaven beliebt war.“ |
| Louis Jordan & His Tympany Five                                           | Choo Choo Ch’Boogie Vaughn Horton, Denver Darling, Milt Gabler                                                       | 17.08.1946    | 26     | 2  | Decca 23810             | Louis Jordan Choo Choo Ch'Boogie (1946) |
| Louis Jordan                                                              | Let the Good Times Roll Sam Theard, Fleecie Moore                                                                    | 23.12.1946    | 25     | 3  | Decca 23741             | „You Can't Get That No More“, eine Neufassung eines Titels, welchen [Sam Theard] ursprünglich für Tampa Red geschrieben hatte, wurde einer der größten Pop-Hits für Jordan 1944. |
| Nat King Cole Trio                                                        | The Christmas Song (Merry Christmas to You) Mel Tormé, Robert Wells                                                  | 23.11.1946    | 6      | 4  | Capitol 311             | Mel Tormé und Bob Wells schrieben das Weihnachtslied 1944; die erste Aufnahme stammte vom King Cole Trio. „Vielleicht in den Händen eines geringeren Sängers als Nat Cole, wäre das Weihnachtslied kein sofortiger Klassiker geworden. Aber Cole kam erst 1946 als Meister-Song-Stilist auf seine Kosten.“             |
| Joe Liggins                                                               | Tanja Liggins | 05.10.1946    | 7      | 3  | Exclusive 231           | |
| Nat King Cole Trio                                                        | (I Love You) For Sentimental Reasons William Best, Deek Watson                                                       | 18.11.1946    | 7      | 3  | Capitol 304             | Mit (I Love You) For Sentimental Reasons hatte Cole in den Popcharts 1947 einen Nummer-eins-Hit. Auch Künstler wie Ella Fitzgerald, Eddy Howard, Perry Como, und Dinah Shore waren mit dem Song in den Billboard-Popcharts erfolgreich.                                                                                |
| T-Bone Walker                                                             | Bobby Sox Blues Walker                                                                                               | 18.10.1947    | 2      | 4  | Black & White BW-110    | „Bobby Sox“ war eine Slangbezeichnung der Zeit für ein Groupie. |
| Julia Lee & Her Boy Friends                                               | Gotta Gimme Whatcha Got Julia Lee                                                                                    | 18.11.1946    | 7      | 3  | Capitol 308             | Gotta Gimme Whatcha Got drückte sexuelles Verlangen konkreter aus („Lass mich sagen, wie ich mich fühle / ich bin verrückt nach deinem Sexappeal“). Julia Lee (vcl,p) & Her Boy Friends bestanden aus Geechie Smith (tp), Henry Bridges (ts), Nappy Lamare (git), Billy Hadnott (kb) und Sam „Baby“ Lovett (dr).       |
| Sonny Boy Williamson I.                                                   | Shake That Boogie Williamson                                                                                         | 01.02.1947    | 1      | 4  | Victor 20-2058          | Shake That Boogie, eine Up-tempo, Boogie-Woogie-orientierte Nummer, war eines der letzten Aufnahmen des Blues-Sängers, der 1948 mit nur 34 Jahren bei einer Straßenschlägerei starb. |
| Jack McVea & his All Stars                                                | Open the Door, Richard! John Mason, Don Howell, Jack McVea, Frank Clarke                                             | 08.02.1947    | 6      | 2  | Black & White 792       | Open the Door, Richard war ein humoristischer Novelty Song im Minstrelstil. Ein Betrunkener klopft an Richards Tür, und darauf antworten die Bandmitglieder, indem sie im Refrain singen, Richard solle die Tür öffnen.                                                                                                |
| Dusty Fletcher with Jimmy Jones & his Band                                | Open the Door, Richard! - Part 1 Dusty Fletcher                                                                      | 08.02.1947    | 7      | 2  | National 4012           | Mit George Treadwell (tp), Dickie Harris (trb), Big Nick Nicholas (ts), Jimmy Jones (p), Al McKibbon (kb) und J. C. Heard (dr). |
| Albert Ammons                                                             | Swanee River Boogie Foster                                                                                           | 08.02.1947    | 1      | 5  | Mercury 8018            | Der Song war ein Traditional, basierend auf einem Minstrel-Song, den Stephen Foster 1851 als Way Down Upon the Swanee River geschrieben hatte, hier gespielt von Albert Ammons and His Rhythm Kings in einer Aufnahme vom 2. Juli 1946: Albert Ammons (p), Ike Perkins (git), Israel Crosby (kb) und Jack Cooley (dr). |
| Count Basie & his Orchestra, Vocal Refrain by Harry Edison & Bill Johnson | Open the Door, Richard! John Mason, Don Howell, Jack McVea, Frank Clarke                                             | 15.02.1947    | 6      | 3  | Victor 20-2127          | |
| The Three Flames, Vocal by „Tiger“ Haynes with guitar, bass and piano     | Open the Door, Richard! John Mason, Don Howell, Jack McVea, Frank Clarke                                             | 08.03.1947    | 1      | 2  | Columbia 37268          | The Three Flames gelangten mit ihrer Version des populären Songs auf #1 der Popcharts. |
| Louis Jordan                                                              | Texas and Pacific Louis Jordan                                                                                       | 08.03.1947    | 13     | 3  | Decca 23810             | Der Song war auch Teil des Musikfilms Reet, Petite and Gone, in dem Jordan mit seiner Band auftrat. Coverversionen nahmen in dieser Zeit Musiker wie Hot Lips Page, Jerry Gray und Pat Flowers auf. |
| Louis Jordan                                                              | Open the Door, Richard! John Mason, Don Howell, Jack McVea, Frank Clarke                                             | 08.03.1947    | 4      | 2  | Decca 23841             | Auch Louis Jordan erzählte in seiner populären Jive-Version die unterhaltsame Geschichte des Betrunkenen. |
| Eddie Vinson and His Orchestra                                            | Old Maid Boogie | 15.03.1947    | 23     | 2  | Mercury 8028            | Eddie Vinson and His Orchestra in einer Aufnahme vom 18. November 1946, mit John Hunt (tp), Eddie „Cleanhead“ Vinson (as,vcl), Lee Pope (ts), Greely Walton (bar), Earl Van Riper (p), Leonard Swain (b), Butch Ballard (dr).                                                                                          |
| Savannah Churchill                                                        | I Want to Be Loved (But Only by You) Savannah Churchill                                                              | 22.03.1947    | 24     | 1  | Manor 1046              | Churchill gelangte mit dem Song auch auf #21 der US-Popcharts. Die Sängerin wurde begleitet von dem Quartett The Four Tunes (mit Jimmie Nabbie, Danny Owens (Tenor), Pat Best (Bariton) und Jimmy Gordon, Bass), mit dem sie bis 1950 zusammenarbeitete und 25 Plattenseiten vorlegte.                                 |
| Erskine Hawkins                                                           | Hawk's Boogie | 03.05.1947    | 8      | 2  | Victor 20-169           | Eine Nummer, die Ende 1946 entstand, mit Ace Harris (Piano), Julian Dash (Saxophon), Leroy Kirkland (Gitarre) sowie Bobby Johnson und Erskine Hawkins (Trompete) als Solisten. |
| Eddie Vinson & His Orchestra                                              | Kidney Stew Blues Vinson                                                                                             | 10.05.1947    | 1      | 5  | Mercury 8028            | Eddie Vinson and His Orchestra, mit John Hunt (tp), Eddie „Cleanhead“ Vinson (as,vcl), Lee Pope (ts), Greely Walton (bar), Earl Van Riper (p), Leonard Swain (b), Butch Ballard (dr). |
| Frankie Laine & Mannie Klein's All Stars                                  | That’s My Desire Kresa-Loveday                                                                                       | 17.05.1947    | 11     | 4  | Mercury 5007            | Mit Mannie Klein's All Stars, bestehend aus Manny Klein (tp), Si Zentner (trb), Don Bonnée (cl), Babe Russin (ts), Carl Fischer (p) George Van Eps (git), Phil Stephens (kb). |
| Hadda Brooks Trio                                                         | That’s My Desire Kresa-Loveday                                                                                       | 24.05.1947    | 2      | 3  | Modern Music 147        | Hadda Brooks (p,vcl), Basie Day (kb) und Al Cake Wichard (dr). |
| Lionel Hampton & Dinah Washington                                         | Blow Top Blues Leonard Feather, Jane Feather                                                                         | 24.05.1947    | 1      | 5  | Decca 23792             | Lionel Hampton and His Septet (mit Wendell Culley (tp), Herbie Fields (as,cl), Arnett Cobb (ts), Lionel Hampton (vib,p), John Mehegan (p), Billy Mackel (git), Charlie Harris (kb), George Jones (dr) und Dinah Washington (vcl)) bei einer ihrer ersten Plattensessions.                                              |
| Julia Lee & Her Boy Friends                                               | I’ll Get Along Somehow Buddy Flieds, Gerald Marks                                                                    | 24.05.1947    | 1      | 5  | Capitol379              | Ein Song, der vor allem durch Ethel Waters bekannt wurde. In dem Titel hat Bandleaderin Julia Lee auch ein Piano-Solo. |
| Lionel Hampton & His Hamptonians                                          | I Want to Be Loved (But Only by You) Savannah Churchill                                                              | 07.06.1947    | 11     | 3  | Decca 23879             | Erfolgreiche Coverversion des Hits von Savannah Churchill, mit Lionel Hampton (vib), Milt Buckner (p), Billy Mackel (git), Charles Harris (kb,), Curley Hamner (dr) und The Hamptonians (vcl). |
| The Mills Brothers                                                        | Across the Alley from the Alamo Joe Greene                                                                           | 07.06.1947    | 13     | 4  | Decca 23 863            | Das Fort Alamo war Gegenstand von Across the Alley from the Alamo. |
| The Mills Brothers                                                        | Dream, Dream, Dream John Redmond, Lou Ricca                                                                          | 07.06.1947    | 1      | 5  | Decca 23 86             | Auf der B-Seite befand sich der Song Across the Alley from the Alamo, der ebenfalls in die R&B-Charts gelangte. |
| Louis Jordan                                                              | Jack, You’re Dead Richard Miles, Walter Bishop                                                                       | 07.06.1947    | 20     | 1  | Decca 23901             | „Jordan singt die für den Rock ’n’ Roll typischen repetitiven angeschliffenen Terzen“. B-Seite von Louis Jordans Single I Know What You're Puttin' Down. Jordan und seine Band waren mit dem Song auch in einem Soundie zu sehen.                                                                                      |
| Louis Jordan                                                              | I Like ’em Fat Like That Louis Joran, Claude DeMetrius, J. Mayo Williams                                             | 07.06.1947    | 1      | 5  | Decca 23810             | I Like ’em Fat Like That war die B-Seite von Jordans Single Texas and Pacific. |
| Nat King Cole Trio                                                        | Meet Me at No Special Place (and I'll Be There at the Particular Time) Arthur Terker, Harry Pyle, J. Russel Robinson | 21.06.1947    | 1      | 5  | Capitol 391             | Meet Me At No Special Place war die B-Seite von Nat Coles Single You Don't Learn That in School, einem Song von Marvin Fisher und Roy Alfred. |
| Johnny Moore’ Three Blazers                                               | New Orleans Blues Leon René                                                                                          | 28.06.1947    | 13     | 3  | Exclusive 240           | Alle Hits der Gruppe wurden Johnny Moores Three Blazers zugeschrieben, obwohl Brown die Hauptrolle spielte. Bald darauf verließ Brown die Gruppe, um eine Solokarriere zu starten. |
| Ella Fitzgerald acc. by Bob Haggart and His Orchestra & Andy Love Quintet | That’s My Desire Kresa-Loveday                                                                                       | 28.06.1947    | 1      | 3  | Decca 23866             | Ella Fitzgerald wurde von einem Vokalquintett und dem Bob Haggart Orchester (mit Andy Ferretti, Chris Griffin, Bob Peck (tp), Will Bradley, Jack Satterfield, Fred Ohms (trb), Ernie Caceres (bar), Stan Freeman (p), Danny Perri (git), Bob Haggart (kb), Morey Feld (dr)) begleitet.                                 |
| Louis Jordan                                                              | I Know What You’re Putting Down Bud Allen, Louis Jordan                                                              | 28.06.1947    | 4      | 3  | Decca 23901             | „There's a whole lot of talk around town, about the way you carryin' yourself / There's a whole lot of talk around town, about the way you carryin' yourself “. Ein weiterer Song aus dem Musikfilm Reet, Petite, and Gone.                                                                                            |
| Joe Liggins & His Honeydrippers                                           | Blow, Mr. Jackson Joe Liggins                                                                                        | 09.08.1947    | 2      | 3  | Exclusive 244           | B-Seite von Joe Liggins’ Single The Blues. |
| Roy Milton & His Solid Senders                                            | True Blues Roy Milton                                                                                                | 09.08.1947    | 5      | 3  | Specialty SP-510        | Entstanden in Los Angeles am 8. März 1947, wahrscheinlich mit Hosea Sapp (tp), Caughey Roberts (as), Buddy Floyd (ts), Camille Howard (p), Dave Robinson (b) und Roy Milton (dr). |
| Nellie Lutcher & Her Rhythm                                               | Hurry On Down Nellie Lutcher                                                                                         | 16.08.1947    | 18     | 2  | Capitol Americana 40002 | Mit Ulysses Livingston (git), Billy Hadnott (kb), Lee Young (dr) Los Angeles, April 1947. |
| The Ink Spots                                                             | Ask Anyone Who Knows Eddie Seiler, Sol Marcus, Al Kaufman                                                            | 30.08.1947    | 2      | 5  | Decca 23900             | Mit dem Song Ask Anyone Who Knows erreichten die Ink Spots #3 der Your Hit Parade. Es war 1947 die erfolgreichste Platte des Vokalensembles. |
| Louis Jordan                                                              | Boogie Woogie Blue Plate Dolf De Vries, Joe Bushkin                                                                  | 30.08.1947    | 24     | 1  | Decca 24104             | |
| Bill Johnson & His Musical Notes, Vocal Gus Gordon                        | Don’t You Think I Ought to Know William Johnson, Mel Wettergren                                                      | 13.09.1947    | 2      | 3  | Victor 20-2225          | Zunächst erschienen als Harlem 1011. Auch Ella Fitzgerald coverte den Song in dieser Zeit. |
| Gladys Palmer acc. by Floyd Hunt Orchestra                                | Fool That I Am Floyd Hunt                                                                                            | 13.09.1947    | 1      | 3  | Miracle 104             | Gladys Palmer wurde vom Floyd Hunt Orchestra begleitet, bestehend aus Floyd Hunt (vib), Clarence Hall, Tommy Rouse (git), Al McDonald (kb). |
| Gene Ammons Sextett                                                       | Red Top | 20.09.1947    | 1      | 3  | Mercury 8048            | |
| Nellie Lutcher                                                            | He’s a Real Gone Guy Nellie Lutcher                                                                                  | 13.09.1947    | 23     | 2  | Capitol Americana 40017 | Aufgenommen Los Angeles, 30. April 1947; mit Billy Hadnott (Bass), Lee Young (Schlagzeug) und Nappy Lamare (Gitarre). |
| Paul Gayten & His Trio, Vocal Annie Laurie                                | Since I Fell for You Buddy Johnson                                                                                   | 04.10.1947    | 8      | 3  | De Luxe 1082            | Annie Laurie (vcl), mit Paul Gayten (p), Jack Scott (git), George Pryor (kb), Robert Green (dr). Der Song wurde 1947 auch von Buddy Johnson selbst, außerdem von Charlie Barnet und Dinah Washington aufgenommen und bald zu einem viel gespielten Jazzstandard.                                                       |
| Julia Lee & Her Boy Friends                                               | (Opportunity Knocks But Once) Snatch It and Grab It Sharon Pease                                                     | 11.10.1947    | 28     | 1  | Capitol Americana 40028 | Die R&B-Nummer war ähnlich strukturiert wie Gotta Gimme Whatcha Got, dabei aber jazziger angelegt, mit Trompete, Saxophon, Piano und Gitarre. |
| Paul Gayten & His Trio (Vocal: Annie Laurie)                              | True Albert - Cottrell                                                                                               | 18.10.1947    | 1      | 3  | De Luxe 1063            | Die Braun-Brüder von De Luxe Records hatten sofort Erfolg, nachdem sie im Januar 1947 Paul Gayten für ihr Label aufgenommen hatten. Sein Hit „True“ war eine romantische Ballade, die an die coolen Klänge aus der Westküste von Nat „King“ Cole erinnerte.                                                            |
| Louis Jordan                                                              | Look Out L. Jordan, Sid Robin                                                                                        | 25.10.1947    | 6      | 5  | Decca 24155             | Louis Jordan nahm mit seinem Sprechgesang in Look Out den Hip-Hop voraus. |
| Johnny Moore’ Three Blazers, Vocal Charles Brown                          | Changeable Woman Blues Johnny McNeil                                                                                 | 01.11.1947    | 1      | 3  | Exclusive EX-251        | B-Seite von Why Is Love Like That. |
| Louis Jordan & his Tymphany Band                                          | Early in the Morning Dallas Bartley, Leo Hickman, L. Jordan                                                          | 15.11.1947    | 11     | 3  | Decca 24155             | Eine Latin-Nummer aus dem Musikfilm Look Out Sister (1947, Regie Bud Pollard). |
| Roy Milton and His Solid Senders                                          | Thrill Me Camille Howard                                                                                             | 15.11.1947    | 1      | 5  | Specialty 518           | Thrill Me (die B-Seite von Big Fat Mama) war der erste einer Reihe von Hits Roy Miltons, wie The Hucklebuck (1949), Information Blues (1950), Best Wishes (1951) und Night and Day (i Miss You So) (1952). |
| Johnny Moore’ Three Blazers, Vocal Charles Brown                          | Merry Christmas, Baby Lou Baxter, Johnny Moore                                                                       | 20.12.1947    | 1      | 3  | Exclusive EX-2          | Tatsächlich stammte die Nummer vom Bandsänger Charles Brown, wie dieser Ben Sidran in einem Interview mitteilte. |
| Bull Moose Jackson and His Bearcats                                       | I Love You, Yes I Do Henry Glover                                                                                    | 20.12.1947    | 25     | 4  | King 4181               | Die Single war im folgenden Jahr Jacksons erste Nummer eins in der R&B Juke Box Chart, wo sie drei Wochen blieb und auch auf #24 der Billboard-Popchart stieg. |